# Kinderkreuzzug 1939
Kinderkreuzzug 1939 ist der Titel eines Gedichts von Bertolt Brecht. Es beschreibt, wie eine Gruppe von Kindern, die beim Überfall auf Polen zu Kriegswaisen geworden sind, auf der Suche nach einem friedlichen Land durch das zerstörte Polen irrt, die Schrecken des Krieges erlebt und schließlich an Hunger und Kälte zugrunde geht.

## Entstehung
Brecht schrieb Kinderkreuzzug 1939 im November 1941 im Exil in den USA, in die er im Juli desselben Jahres hatte einreisen können. Es erschien erstmals im Dezember 1942 in The German American. Brechts Literatur zu dieser Zeit war beeinflusst von Erfahrungen aus der Zeit des Exils in verschiedenen Ländern; so hatte er seine enge Mitarbeiterin und Liebhaberin Margarete Steffin in Moskau zurücklassen müssen, wo sie im Juni 1941 an Tuberkulose gestorben war. 1949 erschien „Kinderkreuzzug 1939“ in den Kalendergeschichten, Brechts erster Veröffentlichung in Deutschland nach seiner Rückkehr dorthin. Im Jahr 1951 veröffentlichte Brecht eine von 47 auf 35 Strophen gekürzte Fassung des Werks in der Sammlung Hundert Gedichte. Diese gekürzte Fassung widmete er Steffin.

## Inhalt
Das Gedicht beschreibt, wie eine Gruppe von Kindern, welche durch die Schrecken des Überfalls auf Polen 1939 ihre Heimat in Trümmern vorfinden und ihre Eltern verloren haben, beschließt, sich auf eigene Faust Richtung Süden in ein friedliches Land aufzumachen.
Auf dem Weg begegnen den Kindern jedoch einige Schwierigkeiten. Sie können sich nicht orientieren, da die Wegweiser verstellt sind, sie müssen sich andauernd vor Soldaten verstecken und durch die späte Jahreszeit ist es kalt.
Ein verwundeter, stark fiebernder Soldat, der von den Kindern gepflegt wird, sagt ihnen, sie sollten sich Richtung Bilgoray aufmachen. Die Kinder können dieses Bilgoray nicht finden und verirren sich nur noch weiter.
Im Gedicht finden sich einige Parallelen zu den Kinderkreuzzügen 1212. So wird zu Beginn ein „kleiner Führer“ vorgestellt, der die Kindergruppe anführen wird, den Weg in den rettenden Süden jedoch selbst nicht kennt. Weiter ähnelt sich auch das Ende beider Kreuzzüge, die Kinder in Kinderkreuzzug 1939 sterben alle aufgrund der winterlichen Kälte, den Anstrengungen und ihrer Orientierungslosigkeit. Der einzige Zeuge ihres Todes ist ein verhungerter Hund mit einem Schild um den Hals, auf dem die Kinder um Hilfe bitten.
Im Gedicht werden einzelne Mitglieder des Kreuzzuges vorgestellt: eine mütterliche Elfjährige, ein Liebespaar, ein Jude, Deutsche, Polen, ein Protestant, ein Katholik, ein Nazi und ein kleiner Sozialist. Diese Unterschiede spielen für die Kinder jedoch keine Rolle, so wird ein kleiner Jude, der auf dem Weg stirbt, von zwei Deutschen und zwei Polen zu Grabe getragen.

## Interpretation
In diesem Gedicht wird das Thema Krieg ein weiteres Mal aufgegriffen, das den Anfang von Brechts Kalendersammlung bestimmt. Erst mit diesem Gedicht wird der Ausbruch des Krieges geschildert.
Das Gedicht hat einen Zusammenhang mit dem Kinderkreuzzug von 1212, jedoch hat sich das Motiv des Kreuzzuges geändert. Damals wollten die Kinder ins Heilige Land, um das Heilige Grab von den Heiden zu befreien und für diese gottgefällige Tat in den Himmel zu kommen. Der Kreuzzug von 1939 hatte stattdessen das Ziel, das „Land, wo Frieden war“, zu erreichen und somit dem Krieg zu entfliehen. Der Kinderkreuzzug 1939 hatte ebenfalls den Süden als Ziel, aber nicht das Heilige Land, sondern wärmere Gebiete, denn der Winter 1939 war kalt und todbringend. In beiden Kreuzzügen erreichten die Kinder ihr Ziel nicht und starben auf dem Weg dorthin.
Das Gedicht geht wahrscheinlich auf eine Zeitungsmeldung zurück, der zufolge Rotarmisten im östlichen Polen drei Kinder gefunden hatten. Obwohl sich die Kinder wie ausgebildete Soldaten zu verhalten lernten, kamen sie nie in Bilgoray an, wo schlussendlich ihr Ziel lag. Der Krieg hielt die Kinder immer wieder von neuem auf.
Zu Beginn des Gedichts wird die Lage in Polen 1939 nach dem Krieg dargestellt. Es wird beschrieben, wie Städte und Dörfer zerstört wurden und dass es zu vielen zivilen Opfern kam. Etliche Familien wurden durch den Tod getrennt, was zu etlichen Waisenkindern führte.
In der 4. Strophe des Gedichts wird der Kinderkreuzzug zum ersten Mal erwähnt. Es wird geschildert, wie die Kinder auf Landstraßen an zerstörten Dörfern vorbeimarschieren und andere Waisenkinder antreffen, die sich dem Kinderkreuzzug anschließen.
Ein weiteres Mal wird beschrieben, wie schlimm der Krieg ist und was für ein Schrecken es für die Kinder sein musste: „Sie wollten entrinnen den Schlachten / Dem ganzen Nachtmahr“.
In der nächsten Strophe steht geschrieben, dass ein Junge die Führung übernahm, obwohl er nicht wusste, wohin er zu gehen hatte.
Ihrer Eltern beraubt, lernen die Kinder, sich umeinander zu kümmern und stattdessen die Rolle ihrer Eltern zu übernehmen. Die Sehnsucht nach einem „Land, wo Frieden war“, wird sehr oft dargestellt. Ein junger Jude wird beschrieben, der aus privilegierten Verhältnissen kam und sich dennoch gut gehalten hat, bis er dem Hunger und der Kälte erlag.
Aus mehreren Textstellen kann entnommen werden, dass sich die Kinder vor den deutschen Soldaten verstecken mussten oder von den Deutschen beschattet wurden.
Ein verwundeter Soldat, der von den Kindern gepflegt und versorgt wurde, schickte sie nach Bilgoray. Da der Wind sehr tobte und die Wegweiser zudem aus militärischen Gründen verdreht worden waren, schafften es die Kinder nie nach Bilgoray. Trotz aller Enttäuschung folgten die Kinder ihrem Führer, der ahnungslos in eine Richtung zeigte. Der Weg führte sie an gefährlichen Orten vorbei, wobei die Kinder jegliche Anzeichen von Menschen umgehen mussten. Als sich die Kinder hoffnungslos verirrt hatten, wurde ein Hund losgeschickt, der Hilfe holen sollte. Er trug eine Meldung der Kinder um den Hals, die besagte, dass der Hund die letzte Chance der Kinder war. Als man den Hund nach anderthalb Jahren tot auffand, war klar, dass der Kinderkreuzzug ein ähnliches Schicksal genommen hatte.

## Rezeption
Der Text von Benjamin Brittens Children’s Crusade, Op. 82, für 9 Knabenstimmen, Chor, Schlagzeug, Orgel und zwei Pianos ist Hans Kellers Übersetzung von Kinderkreuzzug 1939. Das Stück wurde 1969 in der St Paul’s Cathedral in London aufgeführt. Eine deutschsprachige Version dieses Librettos wurde 1980 von etwa 50 Mädchen und Jungen des Braunschweiger Jugendchors unter dem Dirigat seines Chorleiters Manfred Ehrhorn in Braunschweig aufgeführt; 1981 wurde das Stück für eine Langspielplatte aufgenommen. Am 7. März 2012 wurde eine digitale Rekonstruktion dieser Langspielplatte veröffentlicht.
Im Jahr 1979 zeichnete der Grafiker Herbert Sandberg ein Bild zu Brechts Kinderkreuzzug 1939, das heute noch als Poster verkauft wird.
Das Theater Konstanz führte im November 2012 ein Hilfsprojekt namens Kinderkreuzzug, basierend auf Brechts Gedicht, in Togo durch.
Das Gedicht wurde auch rezitiert und veröffentlicht, so von dem deutschen Rezitator Lutz Görner, der das Gedicht umschrieb und es Kinderkreuzzug 1941 nannte; dieses Gedicht hat er auch vorgetragen. Eine weitere Rezitation ist von Klaus Kinski, der das Gedicht Kinderkreuzzug 1939 auf seiner CD Kinski spricht Deutsche Dichtung von 2003 vorträgt.
Der Inhalt des Gedichts wird von der Band Janus auf dem Album Nachtmahr mit dem Lied Kinderkreuzzug aufgegriffen.

## Varia
In den Kalendergeschichten Brechts sind jeweils ein Gedicht und eine Geschichte miteinander verbunden, sie erläutern sich komplementär. Das Gedicht Kinderkreuzzug 1939 ist komplementär zu der in der Sammlung nachfolgenden Geschichte Cäsar und sein Legionär. In beiden Texten geht es um eine Gruppe bzw. Person, die sich aufgrund eines Kriegs im Osten in einer gefährlichen Zwickmühle befinden. Als sie probieren, dem Dilemma zu entkommen, finden beide den Tod. Dies ist ein weiteres Indiz für Brechts Kriegsfeindlichkeit, er zeigt die sinnlosen Opfer auf der Seite der Mächtigen wie auf der Seite des Volkes auf.